# Stephanogorgia
Stephanogorgia is een geslacht van neteldieren uit de klasse van de Anthozoa (bloemdieren).

## Soorten
- Stephanogorgia diomedea Bayer & Muzik, 1976
- Stephanogorgia faulkneri (Bayer, 1974)
- Stephanogorgia rattoi Castro, Medeiros & Loiola, 2010
- Stephanogorgia wainwrighti Bayer & Muzik, 1976